# Перуанска аншоа
Перуанските аншои (Engraulis ringens) са вид актиноптери от семейство Аншоа (Engraulidae).
Те са незастрашен вид.
Таксонът е описан за пръв път от Ленард Дженинс през 1842 година.